# Cobre (IV)
El cobre (IV) es un estado de oxidación en el que se encuentra muy raramente el cobre en los compuestos químicos.

## Compuestos
Solo se encuentra en unos pocos compuestos obtenidos por fluoración.
- K2[CuF6], hexaflorocuprato(IV) de potasio.